# Imrédy-kormány
Az Imrédy-kormány 1938. május 14. és 1939. február 16. közt állt Magyarország élén, dr. ómoravicai Imrédy Béla miniszterelnöksége idején.

## Belpolitikája

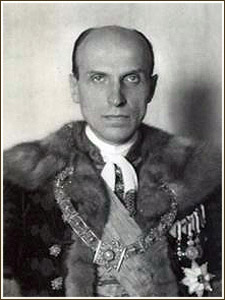
Imrédy Béla

Az Imrédy-kormány működése kezdetén elfogadta az első zsidótörvényt, amelynek értelmében minden olyan személy zsidónak számított, aki 1919. augusztus 1. után keresztelkedett ki. Korlátozta a zsidók jogait, az orvosi kamarának, valamint az ügyvédi és mérnöki karnak csupán 20%-a lehetett zsidó.
A kormány még működése elején fogadta el az új választójogi törvényt, melynek értelmében újra titkosították a választást, viszont tovább emelték a műveltségi és vagyoni cenzust, amelynek értelmében mintegy 300 000-rel csökkent a választók száma.
A különböző szociális törvényeket követően vezették be az iparban, kereskedelemben, bányászatban és kohászatban dolgozók családi pótlékát, gyermekenként 14 éves korig havi 5 pengőt. Javult a közalkalmazottak fizetése és a nyugdíjak értéke. Csökkent a munkanélküliség és nőtt a keresetek vásárlóértéke.
A kormány eleinte a szélsőjobboldali pártokkal is keményen fellépett. A Nyilaskeresztes Párt vezérét, Szálasi Ferencet letartóztatták és 3 év fegyházra ítélték. 1938. május 29-én rendeletet adtak ki, amelyben megtiltották a közalkalmazottak számára, hogy akár szélsőjobboldali, akár baloldali pártba belépjenek. 1938 végén azonban Imrédy gyökeresen változtatott politikáján és a diktatúra bevezetésére tett kísérletet, amiért nemcsak politikustársaival, hanem Horthyval is rossz viszonyba került. Megígérte a földreform végrehajtását, ugyanakkor egy új, szigorúbb zsidótörvény kidolgozását is megígérte. Megalakította a Magyar Élet Mozgalmat, amelyben igyekezett minden szalonképes szélsőjobboldali mozgalmat egyesíteni, a nyilasokon kívül. Ezt követően maga a parlament szegült szembe Imrédy törekvéseivel. Amikor Imrédy javaslatot terjesztett elő a házszabály módosításáról, a képviselők leszavazták. Imrédy benyújtotta lemondását, de a kormányzó ekkor még politikai okokból nem fogadta ezt el.

## Külpolitikája
Az első fontos külpolitikai esemény Horthy Miklós, Imrédy Béla, Kánya Kálmán külügyminiszter és Rátz Jenő honvédelmi miniszter Berlinbe látogatása volt. Ezt követte a bledi konferencia a Kisantanttal, amelyen a Kisantant államai elfogadták Magyarország fegyverkezési egyenjogúságát, de csak azzal a feltétellel, hogy ez nem az ország szomszédainak rovására fog történni. Cserében a kisantant államai javítottak egy keveset a magyar kisebbség viszonyain.
1938. szeptember 29-én, a müncheni konferencián Hitler keresztülvitte Csehszlovákia németlakta területeinek Németországhoz csatolását. Az ország meggyengítése érdekében Hitler követelte a lengyel és magyar területi igények kielégítését is. Csehszlovákia át is adta Lengyelországnak Teschen várost és környékét, Magyarország számára a komáromi tárgyalásokon azonban csak legfeljebb a magyar többségű települések autonómiáját ígérte meg. Magyarország erre német-olasz döntőbíráskodást kért. A német–olasz döntőbíróság november 2-án hirdette ki az első bécsi döntést, melynek értelmében a Felvidék déli része visszakerült Magyarországhoz.
1938. november 28-án Kánya Kálmán külügyminiszter lemondott és Csáky István lett az utóda, amely a tengelyhatalmak irányába való elköteleződést is jelentette. 1939. január 24-én Magyarország a tengelybarát államok közül elsőként csatlakozott az antikomintern paktumhoz. A csatlakozás következménye volt, hogy a Szovjetunió megszakította diplomáciai kapcsolatait az országgal.

## A bukás
Imrédy számára a bukás a diktatúrára való törekvés miatt elkerülhetetlen volt. Megbuktatásának módját a korábbi miniszterelnök, Bethlen István és Rassay Károly találták ki. Nekik ugyanis sikerült bebizonyítaniuk, hogy Imrédy egyik dédanyja zsidó volt, ezért a saját csapdájába esett Imrédy kénytelen volt lemondani, február 15-én. Lemondását követően megszűnt a kormány is.

## A kormány tagjai
| Név                                       | Hivatal kezdete      | Hivatal vége         | Párt           | Megjegyzés     |
| Miniszterelnök                            | Miniszterelnök       | Miniszterelnök       | Miniszterelnök | Miniszterelnök |
| ----------------------------------------- | -------------------- | -------------------- | -------------- | -------------- |
| Imrédy Béla                               | 1938. május 14.      | 1939. február 16.    | NEP            |                |
| Belügyminiszter                           |                      |                      |                |                |
| Keresztes-Fischer Ferenc                  | 1938. május 14.      | 1939. február 16.    | NEP            |                |
| Külügyminiszter                           |                      |                      |                |                |
| Kánya Kálmán                              | 1938. május 14.      | 1938. november 28.   | pártonkívüli   |                |
| Imrédy Béla                               | 1938. november 28.   | 1938. december 10.   | NEP            |                |
| Csáky István                              | 1938. december 10.   | 1939. február 16.    | NEP            |                |
| Pénzügyminiszter                          |                      |                      |                |                |
| Reményi-Schneller Lajos                   | 1938. május 14.      | 1939. február 16.    | NEP            |                |
| Honvédelmi miniszter                      |                      |                      |                |                |
| Rátz Jenő                                 | 1938. május 14.      | 1938. november 15.   | NEP            |                |
| Bartha Károly                             | 1938, november 15.   | 1939. február 16.    |                |                |
| Igazságügy-miniszter                      |                      |                      |                |                |
| Mikecz Ödön                               | 1938. május 14.      | 1938. november 15.   | NEP            |                |
| Tasnádi Nagy András                       | 1938. november 15.   | 1939. február 16.    | NEP            |                |
| Földművelésügyi miniszter                 |                      |                      |                |                |
| Sztranyavszky Sándor                      | 1938. május 14.      | 1938. november 15.   |                |                |
| gróf Teleki Mihály                        | 1938. november 15.   | 1939. február 16.    | NEP            |                |
| Vallás- és közoktatásügyi miniszter       |                      |                      |                |                |
| gróf Teleki Pál                           | 1938. május 14.      | 1939. február 16.    | NEP            |                |
| Kereskedelem- és közlekedésügyi miniszter |                      |                      |                |                |
| Imrédy Béla                               | 1938. május 14.      | 1938. szeptember 22. | NEP            |                |
| Kunder Antal                              | 1938. szeptember 22. | 1939. február 16.    |                |                |
| Iparügyi miniszter                        |                      |                      |                |                |
| Bornemisza Géza                           | 1938. május 14.      | 1938. november 15.   | NEP            |                |
| Kunder Antal                              | 1938. november 15.   | 1939. február 16.    | NEP            |                |
| Tárca nélküli miniszter                   |                      |                      |                |                |
| Hóman Bálint                              | 1938. május 14.      | 1938. július 11.     | NEP            |                |
| felvidéki tárca nélküli miniszter         |                      |                      |                |                |
| Jaross Andor                              | 1938. november 15.   | 1939. február 16.    | EMP            |                |